# Bob Feller
Robert William Andrew "Bob" Feller (3 de noviembre de 1918 - 15 de diciembre de 2010) fue un jugador de béisbol de Estados Unidos que actuó como lanzador en las Grandes Ligas. Fue incluido en el Salón de la Fama en 1962.

## Carrera como jugador
Feller se unió a los Cleveland Indians sin haber jugado en las ligas menores. Pasó toda su carrera de 18 años con los Indians, siendo uno de los cuatro lanzadores de la rotación durante la década de 1950, junto a Bob Lemon, Early Wynn y Mike García. Finalizó su carrera con 266 victorias y 2,581 ponches, liderando la Liga Americana en ponches en siete ocasiones y en bases por bolas en cuatro. Lanzó tres juegos de 0 hit y comparte el récord de Grandes Ligas de juegos de un hit con 12. Feller fue el primer lanzador en ganar 20 o más partidos antes de los 21 años de edad. Fue seleccionado para el Salón de la Fama en 1962, en su primer año de elegibilidad. A los 17 años de edad logró ponchar a 17 bateadores durante un partido, él y Kerry Wood, son los únicos jugadores que han ponchado la misma cantidad de bateadores que su edad (Wood ponchó a 20 el 6 de mayo de 1998).
El 2 de octubre de 1938, Feller impuso el récord de ponches para un partido de 9 innings de Grandes Ligas, al lograr 18 frente a los Detroit Tigers. Luego, el día inaugural de la temporada de 1940, lanzó un juego de 0 hitcontra los Chicago White Sox, este ha sido el único juego de 0 hit lanzado en un partido inaugural en la historia de las Grandes Ligas.
Cuando se le preguntó si él era el pitcher que más rápido había lanzado en la historia, respondió que, hacia el final de su carrera, jugadores que habían jugado contra él y también contra Nolan Ryan decían que Feller lanzaba más rápido. Si ese fuera el caso, Feller debió lanzar aproximadamente 102 mph. Existen registros de Feller obtenido con un equipo militar (utilizado para medir la velocidad de proyectiles de artillería) donde se le marcó 98.6. Sin embargo, estos registros pertenecen al final de su carrera y la máquina utilizada medía la velocidad de la bola al cruzar el plato mientras que ahora la velocidad es tomada cuando la bola sale de la mano del lanzador. Feller dijo que una vez se le midió un lanzamiento de 104 mph en el Lincoln Park de Chicago. Además, lanzó el segundo lanzamiento más rápido, oficialmente medido, de la historia (107.6 mph) en un juego de 1946 en el Griffith Stadium.
Cuando Feller se retiró en 1956 tenía la marca histórica de bases por bolas concedidas con 1,764 y golpeados por lanzamientos. Feller, además, posee el récord del siglo XX de más bases por bolas en una temporada (208) en 1938.

## Servicio Militar
El 8 de diciembre de 1941, Feller se enlistó voluntariamente en la Marina para ir al combate, esto lo convirtió en el primer jugador de Grandes Ligas en pasar al ejército luego del ataque de Pearl Harbor el 7 de diciembre. Feller perdió cuatro temporadas durante la Segunda Guerra Mundial, fue condecorado con cinco cintas y 8 estrellas de combate. Es el único con el rango militar de Chief Petty Officer que pertenece al Salón de la Fama del Béisbol.

## Regreso a las Grandes Ligas
Un año después de su retorno a Grandes Ligas, en 1946, registró la increíble cifra de 348 ponches en 48 juegos, 42 como abridor. Esa temporada, Feller promedio para 26-15, con 2.18 y lanzó 36 juegos completos. Feller lanzó 570 juegos durante su carrera e intervino en 40 o más partidos en seis temporadas. Logró 46 lechadas (juegos sin permitir carreras), de las cuales 10 fueron durante la temporada de 1946. Muchos historiadores de béisbol han especulado sobre los números que hubiera conseguido Feller si no llega a enlistarse en el ejército, para estos historiadores, Feller debería haber llegado a la marca de 350 juegos ganados, sobrepasando igualmente los 3,000 ponches. Feller fue reconocido como “El mejor lanzador de su tiempo” ("The greatest pitcher of his time") por la revista Sporting News.

## Marcas y premios
- Lanzador más ganador de la historia de los Cleveland Indians (266 victorias).
- 6 veces líder ganador de la Liga(1939–41, 1946–47, 1951).
- Líder de la Liga en promedio de carreras limpias (1940).
- 7 veces líder de la Liga en ponches (1938–41, 1946–48).
- 3 juegos de 0 hits, incluido el único en un partido inaugural.
- 8 veces seleccionado para el Juego de Estrellas (1938–41, 1946–48, 1950).
- Seleccionado para el Salón de la Fama en 1962.
- Único Chief Petty Officer de la Marina de Estados Unidos en ser seleccionado para el Salón de la Fama de un deporte de primer nivel.
- En 1999, se ubicó en el número 36 en la lista de los 100 mejores jugadores de béisbol de la historia (100 Greatest Baseball Players) publicada por “The Sporting News” y fue nominado como finalista del Juego de la Centuria de las Grandes Ligas (Major League Baseball All-Century Team).